# Merksplas
Merksplas ou Merxplas, est une commune néerlandophone de Belgique située en Région flamande, dans la province d'Anvers.

## Héraldique
|  | La commune possède des armoiries qui lui ont été octroyées le 20 juillet 1993. Les premières armes de Merksplas ont été accordées en 1848 et montraient un lion d'argent dans un champ noir. Ces armoiries représentent le lion les armoiries des comtes de Salm-Salm, qui ont possédé le manoir au XVIIIe siècle. Les anciens sceaux de Merksplas montraient initialement Saint Michel, le saint patron de l'Abbaye Saint-Michel d'Anvers qui possédait de nombreux biens à Merksplas. Ces sceaux ont été utilisés jusqu'en 1550. Sur les sceaux de 1568 et 1616, un lion en diamant est apparu. Le lion est repris dans les armoiries des comtes de Hoogstraten car le village appartenait au comté de Hoogstraten à l'époque. Le lion lui-même a probablement été pris par les comtes des armoiries des ducs de Brabant, leurs seigneurs. Le Conseil héraldique flamand a conclu que le lion de Salm-Salm n’était pas correct, car les sceaux comportaient déjà un lion avant l’acquisition du village par la famille. Les nouvelles armoiries montrent ainsi l'image des sceaux du XVIe siècle, aux couleurs du Brabant. Blasonnement : De sable, vêtu d'or, un lion du second, griffu et langué de gueules. (Traduction libre) Source du blasonnement : Heraldy of the World. |

## Histoire
À partir de 1938, un camp fermé d'internement y est créé. Il s'agit du Camp d'internement pour réfugiés juifs à Merxplas. Pour ces détenus juifs, le camp de Merksplas est un point de passage avant les camps d'extermination.
Le centre est aujourd'hui un centre fermé dans lequel sont internés les migrants en situation irrégulière.

## Démographie

### Évolution démographique
Graphe de l'évolution de la population de la commune.
- Source : Statbel - Remarque: 1806 jusqu'à 1981=recensement; depuis 1990=nombre d'habitants chaque 1er janvier[5]